# Анисимовка (Новосибирская область)
Ани́симовка — село в Карасукском районе Новосибирской области России. Входит в состав Октябрьского сельсовета.

## География
Анисимовка — самое южное село Новосибирской области, расположено на границе с Бурлинским районом Алтайского края России и Республикой Казахстан, на расстоянии 45 км к юго-западу от железнодорожной станции Карасук. Площадь села — 61 гектар.

## История
Основано в 1908 году. В 1928 году посёлок Анисимовский состоял из 62 хозяйства, основное население — украинцы. Находился в составе Шендорфского сельсовета Андреевского района Славгородского округа Сибирского края.

## Население
| 2002 | 2007 | 2010 | 2014 |
| ---- | ---- | ---- | ---- |
| 220  | ↘199 | ↘164 | ↘163 |

## Инфраструктура
В селе есть ФАП, сельский клуб, начальная школа (является отделением МБОУ Новоивановской ООШ).

## Известные уроженцы
- Кашеваров, Николай Иванович (род. 1954) — советский и российский учёный. Доктор сельскохозяйственных наук.